# 乙矽烷
乙矽烷（英語：Disilane），又稱矽乙烷，是一種有毒的化合物，分子式為Si2H6，在室溫下为气態。它的性質與乙烷很類似，都是無色易燃的氣體，但是它的矽-矽鍵比乙烷的碳-碳鍵還來的弱，因此比乙烷還不穩定。乙矽烷通常是氫很好的來源，只要經過簡單的化學反應就可以得到氫。另外它也可以用來以薄膜沉積製備純矽，是半導體工業重要的特用電子級氣體之一。

## 制备
乙硅烷通常由硅化镁的水解而成。反应会产生甲硅烷、乙硅烷、甚至丙硅烷。该方法已被放弃用于生产甲硅烷，但它仍然可以用于生产乙硅烷。痕量乙硅烷的存在是该方法产生的甲硅烷自燃的原因（类似地，二磷烷通常是磷化氢样品中自发自燃的污染物）。
甲硅烷通过光化学反应和热分解，也可以产生乙硅烷。
它也可以通过 Si2Cl6 和氢化铝锂反应而成。

## 应用
甲硅烷和乙硅烷在 640 °C下分解，会沉积非晶硅。这个化学气相沉积过程与光伏器件的制造有关。它用于生产硅晶圆。
乙硅烷气体可用于控制 SiC 热分解生长石墨烯过程中，Si 蒸气的压力。 Si蒸气的压力会影响生产的石墨烯的质量。